# Gorica (gmina Radovljica)
Gorica – wieś w Słowenii, w gminie Radovljica. W 2018 roku liczyła 89 mieszkańców.